# Жираф Медичи

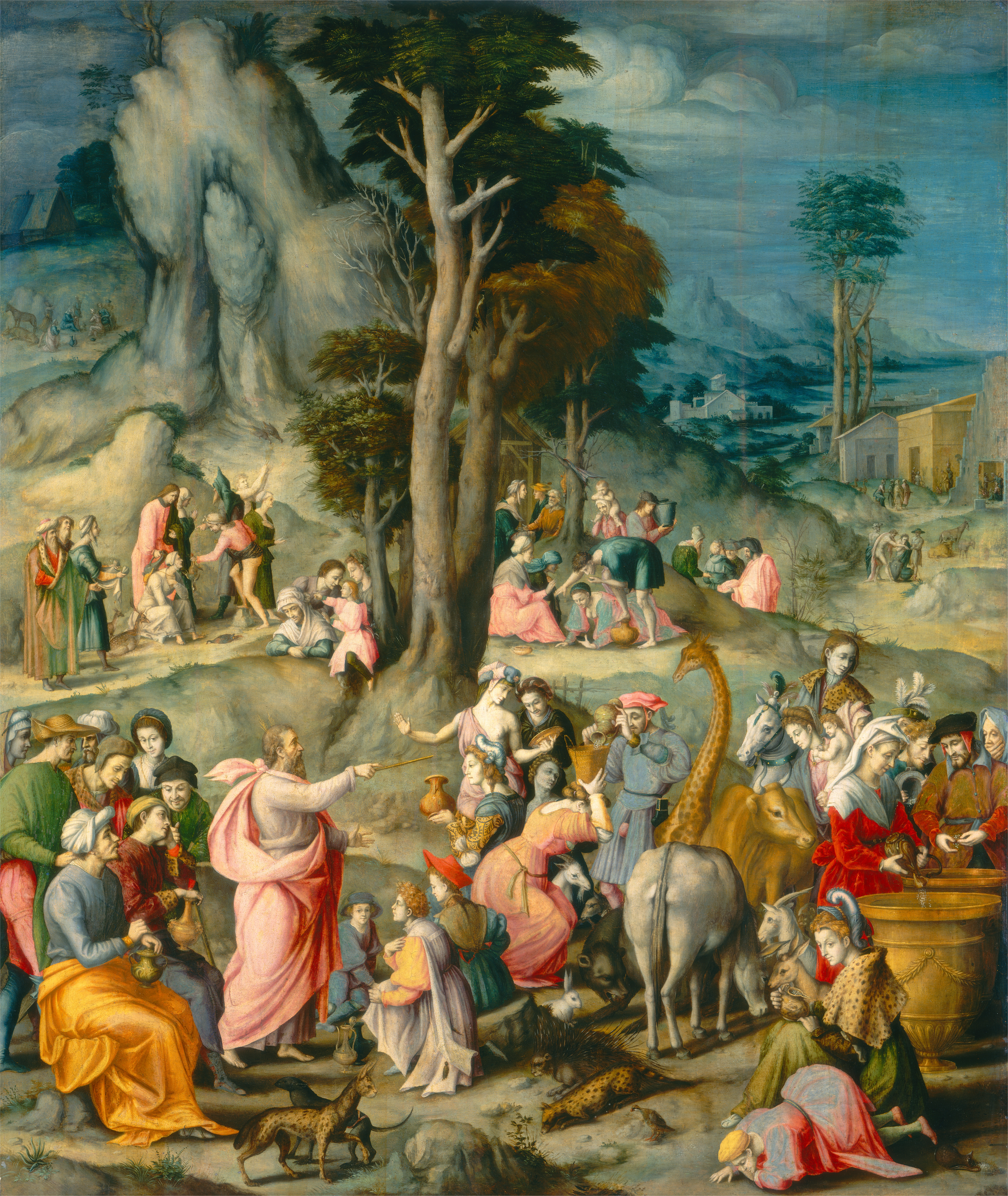
Франческо Убертини. Раздача манны небесной. 1540. На картине изображён жираф Медичи

Жираф Медичи — жираф, подаренный правителю Флоренции Лоренцо Медичи в 1486 году мамлюкским египетским султаном Кайт-беем в знак установления дружественных отношений между Флоренцией и Египтом.
Появление во Флоренции жирафа вызвало большой ажиотаж: это был первый живой жираф, появившийся в Италии со времён Древнего Рима. Однако во Флоренции жираф прожил недолго, и в последующие три столетия жирафов в Европе не было.

## История
В 46 году до н. э. в честь побед Юлия Цезаря в Египте по его возвращении в Риме был создан зверинец, где главное место занимал жираф, впервые появившийся в Европе. Римляне называли животное «камелопардом» (лат. camelopardalis), поскольку в их глазах жираф объединял в себе черты верблюда и леопарда. Цезарь отдал жирафа на растерзание львам, вероятно для того, чтобы продемонстрировать свою власть. Лоренцо Медичи была известна эта история с жирафом и, подражая Цезарю, он хотел также упрочить свою власть во Флоренции. Чтобы получить дополнительные политические дивиденды, Лоренцо заявил, что подарит животное королеве Франции Анне. Однако жираф Медичи вскоре умер, сломав себе шею в результате несчастного случая.